# Projekt Melody
Projekt Melody, ou Melody ( em japonês:  メロディー ), é uma streamer virtual criada pelo animador americano DigitrevX. Ela apareceu pela primeira vez quando sua conta do Twitter foi aberta em julho de 2019 e transmite ao vivo no Chaturbate e Twitch desde o início de 2020.

## Visão geral
O DigitrevX, um animador americano de modelos de personagens 3D no estilo anime, projetou a Projekt Melody. Ela é renderizada em tempo real usando o motor de jogo Unity.
Melody afirma ser uma inteligência artificial usada anteriormente para verificar e-mails em busca de malware, e que ela desenvolveu uma obsessão pela sexualidade humana quando um conjunto de anúncios pop-up pornográficos a corrompeu em 2019.